# دامکر
دامکر (به آلمانی: Dahmker) یک شهر در آلمان است که در هرتسوگتوم لاونبورگ واقع شده‌است. دامکر ۱۵۶ نفر جمعیت دارد.